# Ponto Valentino

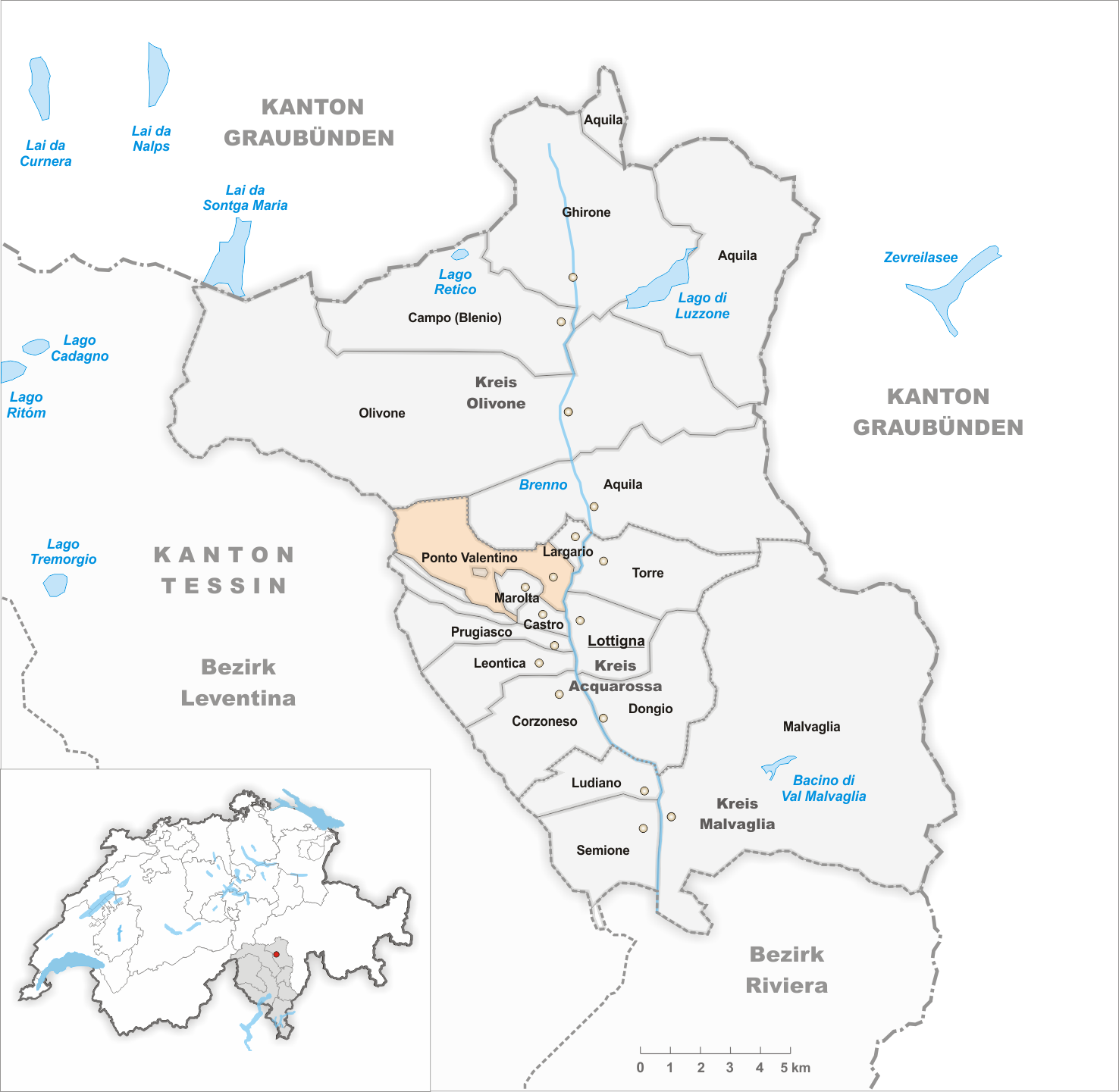
Gemeindestand vor der Fusion am 4. April 2004

Grumo mit Ponto Valentino im Hintergrund

Ponto Valentino, historisches Luftbild von Werner Friedli (1953)

Ponto Valentino (lombardisch Pönt Valentign [ˌpøntvalenˈtiŋ] oder einfach Pön [pøn] beziehungsweise Pön t’Fò [ˌpøntˈfɔ]) ist eine Ortschaft in der 2004 gebildeten politischen Gemeinde Acquarossa im Schweizer Kanton Tessin. Zuvor bildete sie eine eigenständige Gemeinde.

## Geographie
Das Dorf liegt auf 721 m ü. M. im Bleniotal, am Fuss des Pizzo Molare (2585 m ü. M.), 19 km nördlich von Biasca.

## Geschichte
Das Dorf wurde erstmals 1200 als Ponto Varen[t]ino urkundlich erwähnt, 1205 dann als Ponto Valentino. Der Name bedeutet «Brücke des Valentinus». Der dialektale Name Pön t’Fò bezeichnet das «äussere Ponto», im Gegensatz zu Ponto Aquilesco im Talinnern.
Zusammen mit Castro und Marolta bildete Ponto Valentino im Mittelalter eine Nachbarschaft, den sogenannten consiglio, und war einer der sechs Abgabebezirke (rodarie) des Tales. Im 16. Jahrhundert wurde es eidgenössisch. Die Gemeingüter der alten Nachbarschaft wurden 1895 aufgeteilt.
Am 4. April 2004 fusionierte Ponto Valentino zusammen mit Castro, Corzoneso, Dongio, Largario, Leontica, Lottigna, Marolta und Prugiasco zur neuen Gemeinde Acquarossa. Ponto Valentino bildet aber nach wie vor eine eigenständige Bürgergemeinde.

## Bevölkerung
Einwohnerzahlen: Volkszählungsdaten

## Sehenswürdigkeiten
Das Dorfbild ist im Inventar der schützenswerten Ortsbilder der Schweiz (ISOS) als schützenswertes Ortsbild der Schweiz von nationaler Bedeutung eingestuft.
- Pfarrkirche San Martino, erstmals 1258 erwähnt, erbaut 1733–1740 im Barockstil vom Architekten Giandomenico Frasca; der Hauptaltar hat einen Tabernakel aus vergoldetem und bemaltem Holz aus dem 17. Jahrhundert; neuer Altar aus Granit vom Bildhauer Giovanni Genucchi. Die Glasmalereien sind Werke von Flavio Paolucci und Roberto Pasotti (1972). Die Seitenkapelle Madonna del Carmine weist Stuckarbeiten und Fresken des Malers Carlo Martino Biucchi (1740–1745) auf.[6]
- Beinhaus mit Fresken (1740)[6]
- Oratorium San Francesco Saverio mit Holztabernakel im Innenraum (16. Jahrhundert)[6]
- Betkapelle Sant’Anna im Ortsteil Sommacorte mit Fresken von Antonio da Tradate (16. Jahrhundert)[6]
- Schalenstein im Ortsteil Migiodico (1167 m ü. M.)[7]

## Persönlichkeiten
- Bartolomeo Berla (* 10. August 1822 in Ponto Valentino; † 16. März 1901 ebenda), Advokat, Kantonsrichter; er heiratete Guglielmina, Tochter des Stefano Franscini aus Bodio, im Jahr 1846[8][9]
- Emilio Bontadina (* 14. Mai 1852 in Ponto Valentino; † 23. April 1913 in Corzoneso), Priester, Pfarrer von Corzoneso, Journalist, Präsident der Unione apostolica bleniese[10]
- Pietro Berla (* 24. Mai 1879 in Ponto Valentino; † 17. Januar 1948 in Acquarossa), Priester, Pfarrer von Semione, Dozent am Seminar von Lugano, Journalist, Gründer des Il lavoro[11]
- Nello Jametti (* 28. Dezember 1943 in Ponto Valentino; † 19. März 2012 in Giubiasco), Ingenieur der ETH Zürich, Direktor der Aziende Industriali Luganesi (AIL) und Vizepräsident des Football Club Lugano[12]
- Sara Rossi Guidicelli (* 1978 in Locarno), Journalistin, Redakteurin der Monatszeitschrift 3valli, Schriftstellerin, lebt und wirkt in Ponto Valentino[13][14]